# Oxyna gansuica
Oxyna gansuica es una especie de insecto del género Oxyna de la familia Tephritidae del orden Diptera.

## Historia
Wang la describió científicamente por primera vez en el año 1996.